# Карлос Очоа
Карлос Аугусто Очоа Мендоса (ісп. Carlos Augusto Ochoa Mendoza; нар. 5 березня 1978, Апатсінган, Мексика) — мексиканський футболіст, нападник. У складі збірної Мексики брав участь у Золотому кубку КОНКАКАФ 2002 року.

## Клубна кар'єра
Карлос почав свою кар'єру в «Некаксі», де він був гравцем резерву і в основному виходив на заміну. Очоа здобув популярність, виступаючи за «УАНЛ Тигрес», куди повертався ще двічі протягом своєї кар'єри.
Після чемпіонату світу 2002 року Очоа переїхав на Піренеї в «Осасуну». В Іспанії він не прижився, з'явившись на полі лише в трьох матчах, і незабаром повернувся назад в «Тигрес». Повернення вийшло не дуже вдалим: у сімнадцяти матчах чемпіонату Очоа жодного разу не вразив ворота суперників.
Сезон 2003/04 Карлос провів у «Керетаро», забиваючи в кожному третьому матчі.
Влітку 2004 року Очоа підписав контракт з «Чьяпасом». Дует з кращим бомбардиром «ягуарів» Сальвадором Кабаньясом був одним з найрезультативніших в мексиканській Прімері того сезону. Вразивши ворота суперників 21 разів протягом двох сезонів, Карлос посів друге місце в рейтингу клубних бомбардирів в історії клубу.
Наступні два роки Очоа провів виступаючи за «Монтеррей». У 2009 році Карлос перейшов в «Гвадалахару» на правах оренди з можливістю подальшого викупу. Незважаючи на те, що Очоа продемонстрував непогану форму в новому клубі, контракт з ним продовжений не був.
У Інтерлізі 2009 року Очоа допоміг «Гвадалахарі» виграти турнір, забивши 4 голи у трьох матчах. У фіналі проти «Монаркас» він забив у свої ворота, але команда добилася перемоги, перегравши суперника у серії пенальті. Разом з Едгаром Бенітесом Карлос став найкращим бомбардиром турніру. Його дебют у Клаусурі відбувся в матчі проти «Крус Асуль», в якому Карлос відзначився двічі, матч закінчився внічию, 3:3. Після такого яскравого початку Очоа перестав забивати і був відправлений в резервну команду «Гвадалахари», «Тапатіо». Після того, як новим тренером «козлів» став Пако Рамірес, Очоа був повернений в першу команду.
2009 року контракт Очоа з «Гвадалахарою» не був продовжений і наступним клубом нападника став «Сантос Лагуна». У 2010 і 2011 році Очоа провів в оренді в «Хагуарес Чьяпас» і «Тигрес».
Влітку 2012 року Очоа відправився в оренду в «Морелію», а по закінченні сезону знову був відданий «Сантосом» у «Чьяпас». Влітку 2014 року Очоа відправився у «Веракрус», а у 2015 році також на правах оренди грав за «Атлас» та «Монаркас Морелія», після чого завершив ігрову кар'єру.

## Міжнародна кар'єра
У 2002 році Хав'єр Агірре викликав Карлоса в збірну Мексики для участі в Золотому кубку КОНКАКАФ. На цьому турнірі Очоа забив свій єдиний гол за збірну. В кінці матчу проти збірної Гватемали, за рахунку 2:1, він забив гол і допоміг своїй команді домогтися перемоги. Після Кубка Карлос виступав за «ацтеків» в товариських і відбіркових матчах до чемпіонату світу 2002, але в заключну заявку на участь у світовій першості не потрапив. Наступного разу Карлоса викликали в збірну через п'ять років.
Останній матч за національну команду Очоа провів проти збірної  США у відбірковому турнірі на чемпіонат світу 2010 року.

### Голи за збірну Мексики
| #   | Дата          | Місце                    | Суперник  | Рахунок | Результат | Змагання                    |
| --- | ------------- | ------------------------ | --------- | ------- | --------- | --------------------------- |
| 01. | 21 січня 2002 | Роуз Боул, Пасадена, США | Гватемала | 3:1     | 3:1       | Золотий кубок КОНКАКАФ 2002 |

## Досягнення
Клубні
 «Гвадалахара»
- Переможець Інтерліги: 2009

 «Сантос Лагуна»
- Чемпіон Мексики: Клаусура 2012